# Vitriwebbina
Vitriwebbina es un género de foraminífero bentónico de la subfamilia Webbinellinae, de la familia Polymorphinidae, de la superfamilia Polymorphinoidea, del suborden Lagenina y del orden Lagenida. Su especie-tipo es Vitriwebbina sollasi. Su rango cronoestratigráfico abarca el Albiense (Cretácico inferior).

## Discusión
Clasificaciones previas incluían Vitriwebbina en la superfamilia Nodosarioidea.

## Clasificación
Vitriwebbina incluye a las siguientes especies:
- Vitriwebbina laevis †
- Vitriwebbina sollasi †
- Vitriwebbina tuberculata †